# François Baverey
François-Anne Baverey (* 1873 in Lyon; † 1956) war ein französischer Erfinder und Unternehmer. 
Sein Vater war der Textilindustrielle Joseph Baverey in Irigny, der um 1883 ein Patent für seine „Maschine zur Herstellung façonnirter Chenille“ erhalten hatte. Ein Patent für „Rotary valve mechanism for internal-combustion motors“ folgte 1910. 
François Baverey war begabt für Mathematik und Physik, begeisterte sich für Astronomie und trat früh in den väterlichen Betrieb ein. Als er sich 1903 ein Auto kaufte, entdeckte er prompt Fehler. Befreundet mit Édouard Rochet, dem Direktor von Rochet-Schneider, konnte er dessen Werkstatt nutzen und den Vergaser verbessern. Am 24. Januar 1905 meldete er in Frankreich seine „Method of Regulating Carburation in Internal Combustion Engines“ erstmalig zum Patent an.
„Um das Gemenge, welche Geschwindigkeit auch die Maschine haben mag, auf gleichbleibender Zusammensetzung zu erhalten, wird nach F. Baverey in Oullins (Frankreich) zu einer ersten Düse, deren Ausströmmenge zu rasch mit der Geschwindigkeit zunimmt, eine zweite zugefügt, deren Ausströmmenge weniger rasch wächst, als es nötig wäre. Das wird dadurch erreicht, daß durch die eine Düse der Brennstoff auf übliche Art ausströmt, indem er von einem Gefäße mit gleichbleibendem Flüssigkeitsspiegel herkommt, während die zweite Düse h in der Zeiteinheit eine gleichbleibende, von der Saugwirkung der Maschine unabhängige Ausströmmenge gibt. 

Zu diesem Zwecke ist das gegen die Außenluft offene Rohr / auf das Rohr / aufgesetzt, das die Düse Ii mit dem Behälter r verbindet. Der Brennstoff tritt in das Rohr durch eine einstellbare Öffnung i unter dem gleichbleibenden Drucke des  Behälters. Die Summe der Ausströmmengen beider Düsen ist der angesaugten Luftmenge proportional.“
Er gründete die Société du Carburateur Zenith (entsprechend seinem astronomischen Faible) und eröffnete Zweigstellen als eigenständige Kapitalgesellschaften:
- 1910: Berlin
- 1911: Detroit (Zenith Carburetor Company; später die Fuel Devices Division of Bendix Corporation)
- 1912: London (Zenith Carburetter Company mit Werk in Stanmore, Middlesex; fusionierte 1965 mit Solex)
- 1916: Turin
- Brüssel
- Mailand
- La Haye

In den USA fuhren mit dem Zenith-Vergaser einige Ford Model T., die meisten Model A, Harley-Davidson und Farmall-Traktoren; In England in den 60er und 70er Jahren MG, Jaguar E-type, Saab, Volvo und Triumph. In Deutschland wurden ihm 35 Patente erteilt. 
Für sein Äquatorial-Fernrohr ließ er sich vom Pariser Architekt Pierre Parent eine Kuppel auf dem Dach seiner Villa 21 Boulevard des Belges in Lyon errichten. 1917 wohnte er in No. 6 Boulevard des Belges. In den zwanziger und dreißiger Jahren erwarb er bei Brimo de Laroussilhe eine bemerkenswerte Sammlung mittelalterlicher Kunst. Verheiratet war er mit Antoinette-Marie-Claudine Riboulet. Ihr Sohn André (16. Oktober 1906 – 16. März 1989) heiratete im Februar 1938 Genevieve Durand (1914–2011), mit der er die Kinder Christian, Florence und Gérard hatte.